# The Game (album Gjon’s Tears)
The Game – debiutancki album studyjny szwajcarskiego piosenkarza Gjon’s Tears. Wydawnictwo ukazało się 28 kwietnia 2023 nakładem wytwórni muzycznej Jo & Co.
Album jest utrzymany w stylu muzyki pop. Materiał zgromadzony na płycie składa się z trzynastu francusko-anglojęzycznych utworów. Wydawnictwo zadebiutowało na 11. miejscu szwajcarskiej listy sprzedaży – Alben Top 100.
Nagrania były promowane singlami: „Babi”, „Tout I’univers”, z którym reprezentował Szwajcarię w 65. Konkursie Piosenki Eurowizji organizowanym w Rotterdamie, „Silhouette”, „Pure”, „Midnight in Paris” i „Disco”.

## Lista utworów
Opracowano na podstawie materiału źródłowego.
| Nr  | Tytuł utworu                          | Autorzy                                                                                            | Produkcja        | Długość |
| --- | ------------------------------------- | -------------------------------------------------------------------------------------------------- | ---------------- | ------- |
| 1.  | „The Game”                            | Gjon Muharremaj, Nina Sampermans                                                                   | Tim Bran         | 4:19    |
| 2.  | „Disco”                               | Gjon Muharremaj, Nina Sampermans                                                                   | Tim Bran         | 3:50    |
| 3.  | „Pure”                                | Gjon Muharremaj, Nicolas Rebscher, Laurent Lamarca                                                 | Nicolas Rebscher | 3:39    |
| 4.  | „Amen to You”                         | Gjon Muharremaj, Michelle Leonard, Timothy Bran                                                    | Tim Bran         | 3:22    |
| 5.  | „Un cœur qui cogne”                   | Gjon Muharremaj, Isabelle de Truchis de Varennes                                                   | Tim Bran         | 3:58    |
| 6.  | „Midnight in Paris”                   | Gjon Muhamerraj, Michelle Leonard, Timothy Bran                                                    | Tim Bran         | 3:36    |
| 7.  | „Cancer” (gościnnie: Ibrahim Maalouf) | Gjon Muhamerraj, Ibrahim Maalouf                                                                   | Tim Bran         | 5:37    |
| 8.  | „Stronger Than You Know”              | Gjon Muharremaj, Nina Sampermans                                                                   | Tim Bran         | 3:37    |
| 9.  | „Feeling Alone”                       | Gjon Muharremaj, Barbara Girardet                                                                  | Tim Bran         | 3:55    |
| 10. | „Silhouette”                          | Gjon Muharremaj, Ash Hicklin, Duncan Laurence, Jordan Garfield, Mikołaj Trybulec, François Welgryn | MARSŌ            | 3:18    |
| 11. | „Tout I’univers”                      | Gjon Muharremaj, Wouter Hardy, Nina Sampermans, Xavier Michel                                      | Wouter Hardy     | 3:05    |
| 12. | „Babi”                                | Gjon Muharremaj                                                                                    | Sacha Ruffieux   | 4:27    |
| 13. | „My Last Goodbye”                     | Gjon Muharremaj, Nina Sampermans                                                                   | Tim Bran         | 5:32    |
|     |                                       | |                  | 52:15   |

## Notowania

### Pozycja na liście sprzedaży
| Kraj       | Lista (2023)  | Najwyższa pozycja |
| ---------- | ------------- | ----------------- |
| Szwajcaria | Alben Top 100 | 11                |